# ミツル陶石
ミツル陶石株式会社（ミツルとうせき）は、岐阜県多治見市にある建築用・ガーデニング用石材の輸入、および機能性セラミックスの製造メーカー。

## 沿革
- 1981年 - 岐阜県土岐郡笠原町（現多治見市）に、堀江満が美濃焼タイル及び天然石の販売を主な業務として個人商店ミツル陶石を発足。
- 1988年 - 資本金2,000万円にてミツル陶石株式会社に改組。
- 1993年 - 事業拡張のため事務所及び工場を同市内に移転。
- 1994年 - 加工部門を立ち上げ、天然石加工用の設備を配置。
- 2003年 - 水質浄化・遠赤外線発生等の機能性天然石の輸入開始。
- 2004年 - 岩盤浴・溶岩浴用の天然石の輸入を開始。
- 2006年 - 機能性セラミックスの製造を開始。

## 主な商品
- 花崗岩
- 大理石
- ライムストーン
- クラフトクォーツストーン
- ハニーズロックストーン
- ナチュラルストーン
- コッツウォルズストーン
- 蓄光セラミックス
- 岩盤浴・溶岩浴用鉱石